# Jan Berges
Jan Berges (* 1980 in Siegen, Nordrhein-Westfalen) ist ein deutscher Berufssoldat der Bundeswehr. Er wurde Ende der 2000er-Jahre gemeinsam mit drei weiteren Bundeswehrsoldaten öffentlich bekannt, als sie bei einem Afghanistan-Einsatz nach einem Selbstmordattentat unter Gefahr für ihr eigenes Leben mehrere Verletzte in Sicherheit brachten und dafür später jeweils mit dem Ehrenkreuz der Bundeswehr für Tapferkeit ausgezeichnet wurden.

## Leben

Bataillonsabzeichen des FschJgBtl 263 in Zweibrücken (Rheinland-Pfalz).

Jan Berges absolvierte 1999 sein Abitur am Evangelischen Gymnasium Siegen-Weidenau und ging dann als Soldat auf Zeit (SaZ) zur Bundeswehr, wo er zum Fallschirmjägerbataillon 263 (FschJgBtl 263) im rheinland-pfälzischen Zweibrücken kam. Nachdem er sich zunächst für vier Jahre verpflichtet hatte, verlängerte er seine Dienstzeit später auf 15 Jahre und wurde daraufhin Berufssoldat. 2011 wurde er als Gruppenführer bei der 1. Kompanie des FschJgBtl 263 (1./FschJgBtl 263) eingesetzt und führte den Dienstgrad eines Hauptfeldwebels.
Im Rahmen der Auslandseinsätze der Bundeswehr nahm Berges am ISAF-Einsatz 2008 in Afghanistan teil; es war sein erster Auslandseinsatz als Bundeswehrsoldat. Als dort am 20. Oktober 2008 in der Nähe von Kundus ein Selbstmordanschlag auf eine deutsche Patrouille verübt wurde, befand sich Berges in etwa 500 Meter Entfernung zum Anschlagsort. Bei dem Anschlag geriet ein Transportfahrzeug der Bundeswehr in Brand; zwei deutsche Soldaten und fünf afghanische Kinder wurden getötet, zwei weitere Soldaten und ein weiteres einheimisches Kind wurden verletzt. Trotz Gefahr fürs eigene Leben durch das brennende Fahrzeug und explodierende Munition kam Berges gemeinsam mit den Bundeswehrsoldaten Alexander Dietzen, Markus Geist und Henry Lukács sofort zur Hilfe. Die vier Soldaten retteten die Verletzten und bargen die Toten.

## Orden und Ehrenzeichen
Jan Berges wurde gemeinsam mit seinen drei Kameraden am 6. Juli 2009 im Kanzleramt durch Bundeskanzlerin Angela Merkel und Bundesverteidigungsminister Franz Josef Jung mit dem Ehrenkreuz der Bundeswehr für Tapferkeit ausgezeichnet. Es waren die ersten vier Verleihungen des 2008 neu geschaffenen Ehrenkreuzes, welche die höchste Auszeichnung der Bundeswehr darstellt.

## Öffentliche Wahrnehmung
Sowohl der Selbstmordanschlag vom Oktober 2008 mit mehreren Toten und die Hilfsaktion als auch die Verleihungen der Tapferkeitsauszeichnung vom Juli 2009 erregten das Interesse der Öffentlichkeit. Über beide Ereignisse gab es in Deutschland und in anderen Ländern der Welt zahlreiche Berichterstattungen in den Massenmedien, wie im Fernsehen (u. a. N24, 3sat) und im Hörfunk (u. a. Deutsche Welle) sowie in Zeitungen (u. a. Berliner Morgenpost, Berliner Zeitung, Daily Mail, Der Tagesspiegel, Die Welt, Frankfurter Rundschau, Kölnische Rundschau, Mitteldeutsche Zeitung, NWZ, taz, The Daily Telegraph, WAZ), in Zeitschriften (u. a. Stern) und bei Online-Publikationen (u. a. DerWesten.de, DW-World.de, Focus.de, FR-Online.de, Stern.de, Zeit Online). Dabei wurde Jan Berges – wie die anderen drei Helfer – oft auch mit einem Kurzporträt vorgestellt. Außerdem wurde er von einzelnen Medien zu beiden Vorgängen interviewt.